# Castillo de Borriol

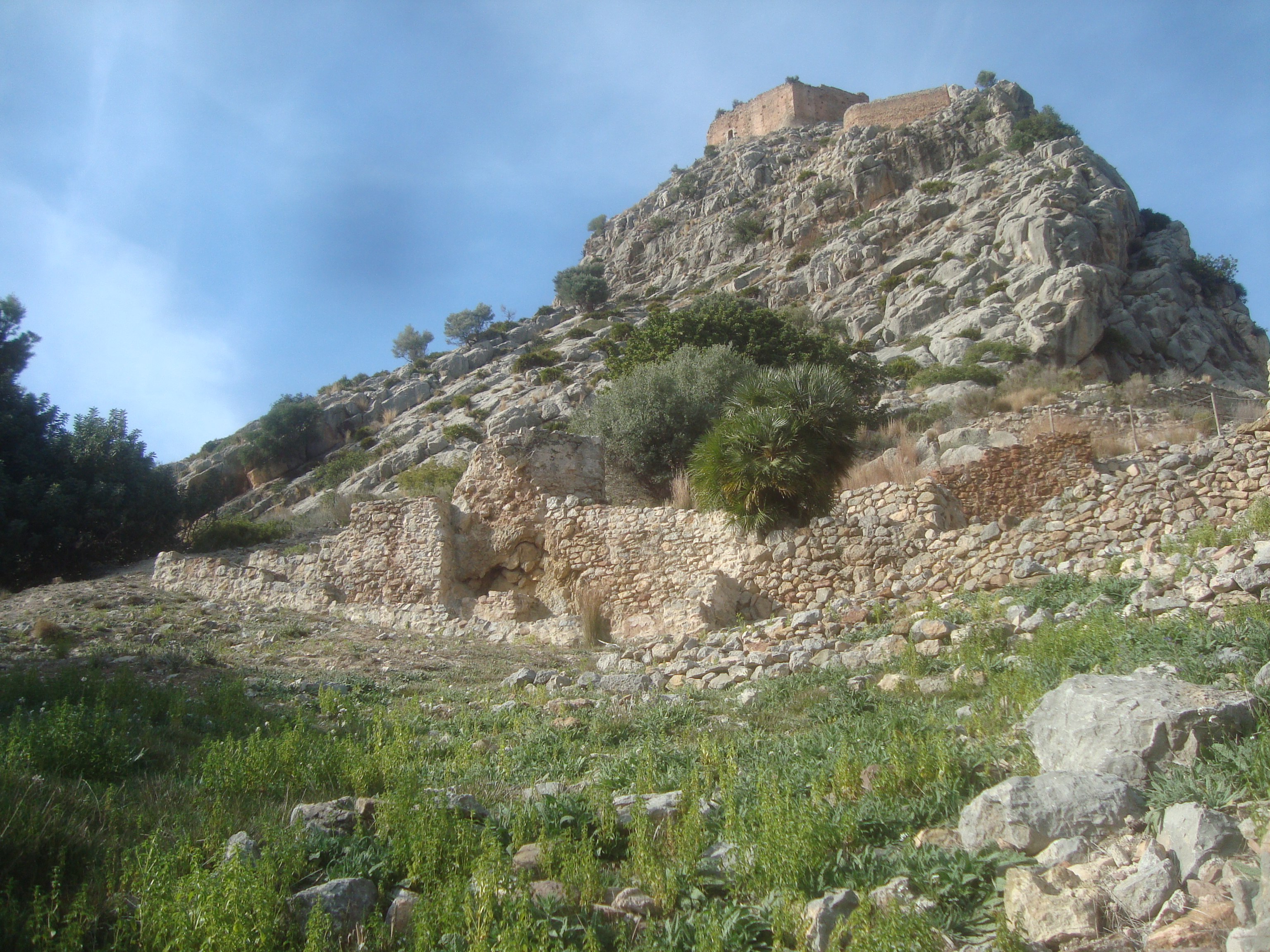
Panorámica conjunta del castillo y las ruinas de la morería de Borriol

El castillo de Borriol en la provincia de Castellón es una fortaleza cuyos orígenes podrían ser romanos, con estructuras de arquitectura islámica y medieval, que se sitúa sobre un cerro al norte de la población.
Es probable que en época romana se tratara de una torre vigía que enlazaba visualmente con otras torres próximas y que tenía como misión la seguridad de la vía Augusta. 

## Descripción
Su recinto de traza musulmana fue profundamente reformado por las posteriores construcciones cristianas. De planta irregular adaptada a la orografía, contaba con tres niveles escalonados: 
- Nivel superior o conjunto defensivo, donde se mantienen torres, aljibe, restos de muros y construcciones auxiliares.
- Nivel intermedio, donde se observan los cambios efectuados en las guerras civiles del XIX para adaptarlo para guarnición.
- Nivel inferior, que consiste en una muralla que defiende el camino de acceso a la fortaleza.